# Anton Feichtner
Anton Feichtner (* 1942 in Garching an der Alz) ist ein deutscher Volksschauspieler.

## Leben
Feichtner war seit Ende der 1970er Jahre in mehreren bekannten Fernsehserien zu sehen, darunter Meister Eder und sein Pumuckl, Unsere schönsten Jahre, Weißblaue Geschichten, Zur Freiheit, Zum Stanglwirt und Der Bulle von Tölz. In Bayern wurde er vor allem durch seine Rollen in volkstümlichen Bühnenstücken (oftmals in Peter Steiners Theaterstadl) bekannt. Im Jahr 2002 spielte er an der Seite von Bobby Brederlow und Veronica Ferres in dem TV-Drama Bobby. Zuletzt wirkte er 2005 neben Uschi Glas und Ruth Drexel in der Komödie Zwei am großen See – Angriff aufs Paradies mit. Bei Peter Steiners Theaterstadl ist er auch heute noch als Gastschauspieler zu sehen. Zuletzt spielte er hier im September 2007 die Rolle von Peter Steiner, als dieser erkrankt war.
Von 1978 bis 1988 spielte er in der Serie Polizeiinspektion 1 in 14 Folgen mit. In der Serie Derrick war er im Jahr 1979 in der Folge 64 („Ein Todesengel“) und 1980 in der Folge 70 („Ein tödlicher Preis“) zu sehen.

## Filmografie (Auswahl)
- 1979: Andreas Vöst
- Der Komödienstadel
  - 1976: Die Generalprobe – als Flori Aigner
  - 1977: Graf Schorschi – als Lenz, Schenkkellner
  - 1977: Die Widerspenstige – als Pankraz, Holzknecht
  - 1980: Der Strohwitwer – als Werner Sieber
  - 1993: Der siebte Bua – als Postbote
  - 2000: S’Herz am rechten Fleck – als Naz Wipf
  - 2002: Heldenstammtisch – als Ignaz Kaitmeier, Postler
  - 2002: Achterbahn ins Glück – als Schorsch
  - 2003: ‘s Brezenbusserl – als Ägidius Bröslmeier, Kramer
  - 2004: Der Prinzregentenhirsch – als Schellenberger
  - 2004: Skandal im Doktorhaus – als Otto Berghammer, Schweinezüchter
  - 2005: Herzsolo – als Girgl
  - 2007: Dottore d’Amore – als Gustl Nockerl, Metzger
  - 2010: Die Doktorfalle – als Edi Schaber, Patient

- Peter Steiners Theaterstadl
  - 1987: Die drei eisernen Junggesellen – als Alois Birkner
  - 1988: Die Lügenglocke – als Thomas, Aushilfskellner
  - 1988: Schach der Eva – als Dr. Oswald Hofmann
  - 1989: Der störrische Kurgast – als Sepp Kiermeier
  - 1989: Das rotseidene Höserl – als Vitus Leitner, Bauer
  - 1990: Der Ehestreik – als Jochen, Schmied
  - 1996: Die Urlaubssklaven – als Bruno Pohl

- Zum Stanglwirt
  - 1993–1995: als Martl (24 Folgen)

- Alpenländisches Volkstheater
  - 1986: Er hat Glück mit Monika
  - 1990: Das sündige Dorf
  - 1992: Alles fest im Griff

- Der Bulle von Tölz
  - 1997: Waidmanns Zank
  - 2000: Treibjagd
  - 2005: Der Weihnachtsmann ist tot